# Aron Densușianu
Aron Densușianu, născut ca Aron Pop, din familia nobiliară transilvană Pop de Hațeg (n. 19 noiembrie 1837, Densuș, Hunedoara – d. 2 septembrie 1900, Iași), a fost un istoric literar, poet și folclorist român, membru corespondent (din 1877) al Academiei Române. A fost al patrulea copil al lui Vizantie Pop, paroh unit în Densuș, și al Sofiei (n. Popovici). Lui Aron i se spune pentru prima dată Densușianu la gimnaziul din Blaj, pentru a fi individualizat printre numeroșii săi colegi omonimi. Aron Densușianu urmează cursurile gimnaziului din Blaj (1852-1860), condus din 1854 de Timotei Cipariu. Apoi, în perioada 1860-1864, urmează cursurile Academiei de drept (Rechtsakademie) din Sibiu. Debutează în Foaie pentru minte, inimă și literatură cu poezia patriotică Răsunet (decembrie 1860). Între februarie 1874 și 30 septembrie 1875 editează și finanțează la Brașov ziarul Orientul latin. În anul 1881 s-a  mutat cu familia la Iași.  A fost profesor de literatură latină la Universitatea din Iași (numit prin decret regal în anul 1887) și profesor de limba germană la școala normală superioară din Iași. De asemenea, a suplinit și cursul de limba și literatura română al lui Andrei Vizanti. Ca filolog a fost adept al curentului latinist, iar ca istoric literar s-a situat pe poziții naționaliste. A fost un adversar îndârjit al lui Titu Maiorescu și al grupului de la Junimea, fiind un reprezentant al vechiului Ardeal latinist. Aron Densușianu, în Cercetări literare (1887), l-a acuzat pe Titu Maiorescu de plagiat după Fr. Th. Vischer, a cărui Estetică data din 1846-1857.
A fost fratele istoricului român Nicolae Densușianu (1846 - 1911). Aron Densușianu a fost tatăl lui Ovid Densusianu, născut la 29 decembrie 1873, la Făgăraș, decedat București în 9 iunie 1938,  și soțul Elenei Densușianu, născută Circa în anul  1841.

## Opera
- Să ne cunoaștem ,(1879)
- Negriada, Epopeie națională,  București, Göbl (1879); București, Minerva, (1988)
- Aventuri literare, (1881)
- Arta poetică a lui Orațiu, Iași, Lito-Tipografia Buciumului Românu, (1882)
- Istoria limbei și  literaturei române, Iași, Tipografia Națională, (1885)
- Cercetări literare, Ed. Libr. Școalelor, Frații Șaraga, (1887); Cluj-Napoca, Dacia, 1983
- Valea vieței, [poezii], Iași, Tipografia Națională, (1892)
- Hore oțelite, [poezii], (1892)